# Левин Фридрих V фон дер Шуленбург
Левин Фридрих V фон дер Шуленбург (на немски: Levin Friedrich V Graf von der Schulenburg; * 4 септември 1801, Майздорф, днес част от град Фалкенщайн в Харц; † 16 юни 1842, Бургшайдунген, днес част от град Лауха ан дер Унщрут в Саксония-Анхалт) е граф от род фон дер Шуленбург, камерхер и народен представител в провинция Саксония.

## Произход
Той е син на саксонския камерхер граф Мориц Левин Фридрих фон дер Шуленбург (1774 – 1814) и Анна Шарлота Фердинандина фон дер Асебург (1778 – 1805), дъщеря на Ахац Фердинанд фон дер Асебург цу Майздорф и Фалкенщайн (1721 – 1797) и графиня Анна Мария фон дер Шуленбург (1752 – 1820), дъщеря на граф Гебхард Вернер фон дер Шуленбург (1722 – 1788) и София Шарлота фон Велтхайм (1735 – 1793). Внук е на Левин Фридрих IV фон дер Шуленбург (1738 – 1801), който е издигнат през 1786 г. във Виена на граф, и графиня Мариана Вилхелмина фон Бозе (1747 – 1815).
Баща му се жени втори път 1807 г. за графиня Юлиана Шарлота фон Бозе (1789 – 1848).
Сестра му Анна фон дер Шуленбург (1800 – 1826) се омъжва на 22 октомври 1817 г. в Майздорф за граф Лудвиг Август фон дер Асебург-Фалкенщайн (1796 – 1869).

## Фамилия
Левин Фридрих V фон дер Шуленбург се жени на 22 август 1826 г. в Дрезден за графиня Луиза Шарлота Емилия фон Валвитц (* 11 декември 1805, Дрезден; † 9 юли 1876, Дрезден), дъщеря на граф Фридрих Лебрехт Себастиан фон Валвитц (1773 – 1836) и графиня Вилхелмина Луиза фон дер Шуленбург (1772 – 1846), дъщеря на граф Левин Фридрих IV фон дер Шуленбург (1738 – 1801) и графиня Мария Анна Вилхелмина фон Бозе (1747 – 1815). Те имат децата:
- Анна Луиза фон дер Шуленбург (* 22 февруари 1828, Бургшайдунген; † 6 март 1898, Дрезден), омъжена на 31 май 1871 г. в Бург-Шайдунген за фрайхер Ото фон Тетау (* 23 септември 1836; † 4 септември 1916)
- Луиза Мариана фон дер Шуленбург (* 16 декември 1829, Бургшайдунген; † 23 януари 1892, Висбаден)
- Левин Фридрих VI фон дер Шуленбург (* 24 април 1833, Дрезден; † 10 юли 1865, Иленау, Баден)
- Георг Лудвиг Вернер фон дер Шуленбург (* 9 юни 1836, Лайпциг; † 8 април 1893, Нерви при Генуа), женен на 9 март 1876 г. във Филене за Хенриета фон дер Шуленбург (* 9 март 1876, Филене; † 20 ноември 1937, Берлин), внучка на граф Йозеф Фердинанд Адолф Ахац фон дер Шуленбург (1776 – 1831), дъщеря на граф Адалберт Фридрих Александер Карл Вилхелм Август фон дер Шуленбург (1817 – 1874); има пет деца